# Birtok (történelem)
A birtok egy család vagyoni javainak összessége. A középkorban a birtok, nem a címer volt a nemesség fő jegye. Miközben címere eredetileg nem minden nemesnek volt, adómentes birtokkal mindegyikük rendelkezett. Később változott a helyzet és nemességadományozásra már csak birtokadomány nélkül került sor. Ezek voltak az armalisták.
A birtok vagy uradalom a hatalomgyakorlás gazdasági és katonai alapjainak biztosítása mellett bizonyos kiváltságokkal is járt a nemesek számára. A birtokközpont vagy kúria egyfajta kis udvartartást jelenett, a megfelelő bírói és közigazgatási fennhatósággal a jobbágyok fölött. Ugyanakkor a birtokos bizonyos szociális kötelezettségekkel is tartozott a birtok alá
tartozó népességgel szemben. A birtokosnak biztosítania kellett védelmüket, hozzá kellett járulnia a templom, az iskola, a kórház fenntartásához stb.
A birtok a jogban meghatározott módon öröklődött, feloszthatták egymás között a család ágai, de el is lehetett zálogosítani vagy veszíteni. A nemzetségek eredetileg birtokközösségben éltek. Például a 14. század végén a Garázda család két ágra szakadt. Az egyik megtartotta az eredeti nevet, míg a másik a Szilágyi nevet vette fel, de a család „vér- és osztályos közössége” Nagy Iván szerint ezután is fennmaradt, amit a 15. század elején szerzett közös birtokokról szóló adománylevelek és a közös címer is mutat. A hasonló és eltérő nevű családok esetében gyakran csak a címer által következtethetünk arra, hogy közös-e az eredetük vagy sem.
A családi ágak elkülönülésével sor került a birtok megosztására is. A középfelnémet eredetű parte, part szóból fejlődött ki a magyar párt szó, mely eredetileg 'rész, osztályrész' értelemben volt használatos, majd kifejlődött az 'osztály, csoport, párt, fél' és az osztott mező a címerben' értelme is. A német szó a francián keresztül végső soron a latin pars 'rész, földrész, csoport' értelmű szóból származik és így az ősi birtokviszonyokra utal.
Az első foglalás jogát még Zsigmond király korában is birtoklási jogcímként fogadták el. A birtokra vonatkozó hagyományok a legerőseb nemesi ismeretek közé tartoztak, mivel érdek fűződöt hozzá. Ezért már Pauler Gyula is hangsúlyozta, hogy Anonymus genealógiai és birtokadatait hitelesként kell elfogadni. A bojári votcsina az orosz nemesség örökletes birtokait jelentette. A német Erbe (örökség) szó a csehben jelentésváltozáson ment át. Ebből lett a címer (cs: erb) szó.
Az uradalmi vagy birtokcímer (de: Besitzwappen) egy család birtokának címere vagy a családi címerből ered. Püspöki Nagy Péter szerint az Esterházy címerben a korona az uradalmat, míg a griff a családot jelképezi.
Az örökségi címer olyan teljes vagy részcímer, melyet viselői egy birtok öröklése jogán használnak.
A örökösi címer (de: Erbwappen) a családjának egyetlen örökös leányától a birtokkal együtt átvett címer. A házassági címerben ez a feleség címereként jelenik meg.